# Oebles-Schlechtewitz
Oebles-Schlechtewitz – dzielnica miasta Bad Dürrenberg w Niemczech, w kraju związkowym Saksonia-Anhalt, w powiecie Saale.
Do 30 czerwca 2007 gmina należała do powiatu Merseburg-Querfurt. Do 30 czerwca 2008 Oebles-Schlechtewitz było samodzielną gminą należącą do wspólnoty administracyjnej Bad Dürrenberg.

## Geografia
Oebles-Schlechtewitz położony jest na zachód od Lipska, nad Soławą.